# Illa artificial

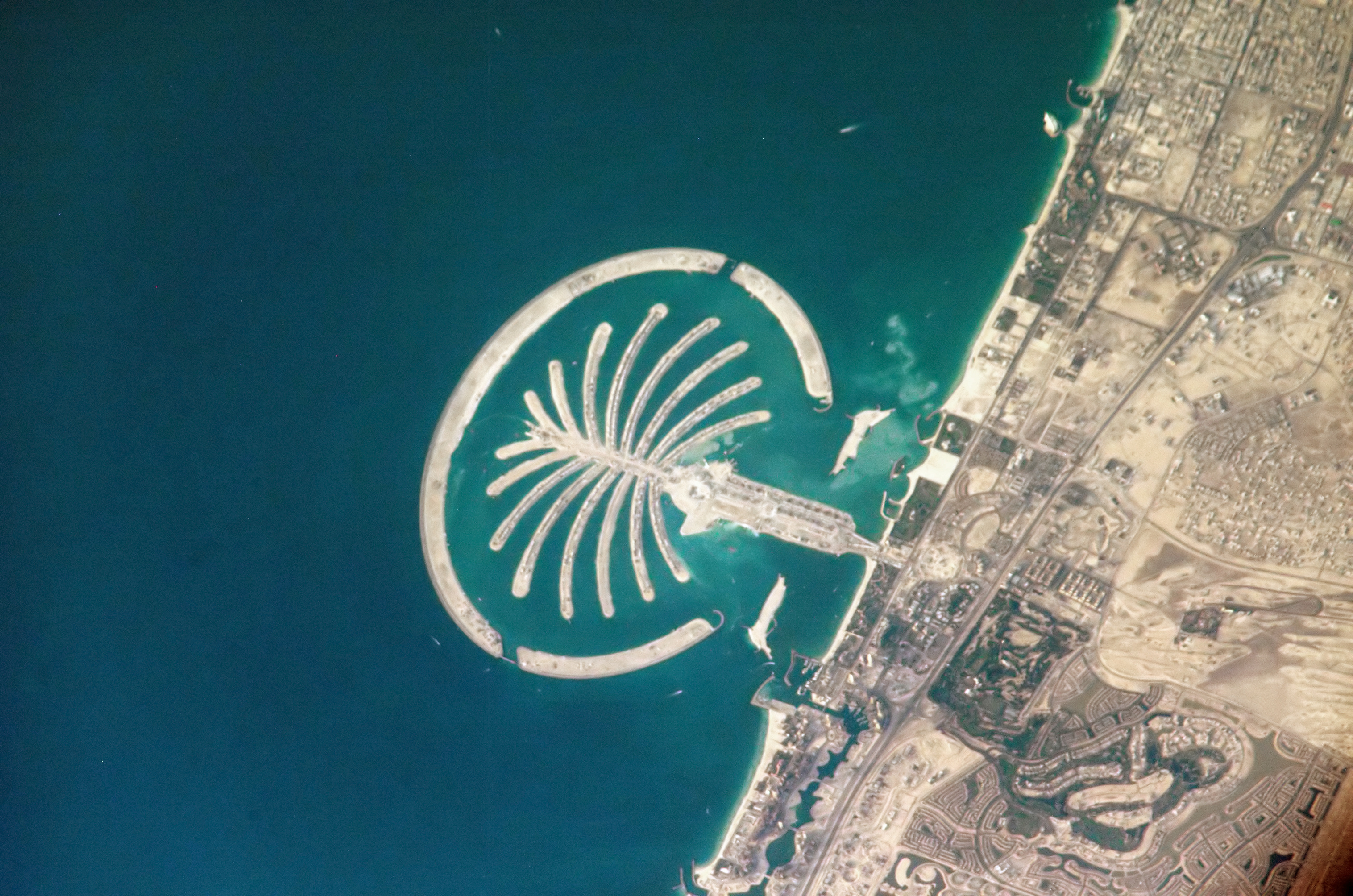
L'illa de Jumeirah a Dubai presa des de l'estació espacial internacional (2005)

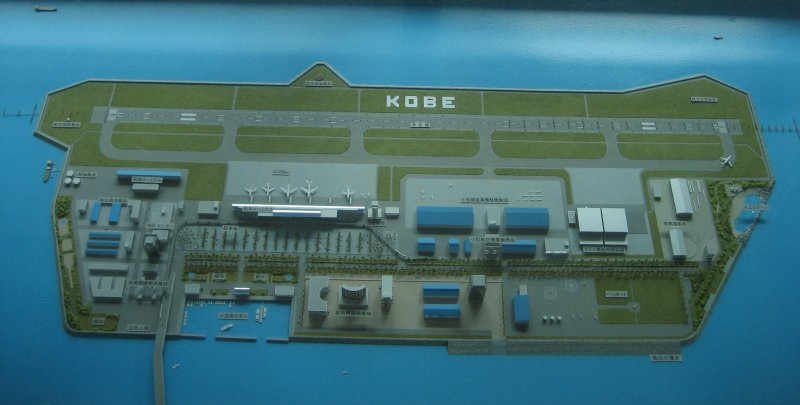
Maqueta de l'aeroport de Kobe

Una illa artificial és una illa formada gràcies a la intervenció humana, i no de manera natural. És generalment construïda sobre un escull existent, o pot ser l'extensió d'un illot existent. Les illes artificials són tradicionalment creades terraplenant. Alguns exemples recents segueixen el model de les  plataformes petrolieres, però la designació d'«illa» per a aquestes estructures continua estant sotmesa a controvèrsia. Una forma menys discutida d'illa artificial consisteix en l'aïllament de terres per l'excavació d'un  canal.

## Construcció
Les illes artificials són construïdes per terraplenament, o bé sobre un illot ja existent, o bé en un lloc no comprenent estructura ja establerta.

## Història
Tot i tindre'n una imatge moderna, s'han descobert diversos tipus d'illes artificials molt antigues com els Crannogs prehistòrics d'Escòcia i d'Irlanda, els centres cerimonials Nan Madol a l'illa de Pohnpei, Micronèsia i les illes Uros del llac Titicaca.
L'antiga ciutat asteca de Tenochtitlán, avui Ciutat de Mèxic, estava situada sobre una petita illa natural al llac de Texcoco i envoltada d'illes artificials anomenades chinampas emprades per al conreu.
Les illes artificials tenen una llarga història a nombroses regions del món. La ciutat de Tenochtitlán, ara Ciutat de Mèxic, l'habitaven 250000 persones quan els colonitzadors hi van arribar.
Nombroses illes artificials han estat construïdes a zones urbanes o a ports per proveir, bé sigui un espai aïllat fora de la ciutat o simplement per descarregar les ciutats rebotides. Un exemple del primer cas, Dejima construïda a la badia de Nagasaki al Japó durant el període Edo com un centre de mercaderies.  Ellis Island n'és un bon exemple a New York.

## Projectes moderns d'illes artificials

### Rússia vol un arxipèlag artificial
Rússia vol construir, al mar Negre, un arxipèlag artificial d'una superfície de 330ha. La construcció hauria d'acabar-se per als Jocs Olímpics d'Hivern de Sotxi el 2014. Aquest projecte immobiliari ha estat presentat el 23 de setembre de 2007 al president Vladímir Putin pel seu dissenyador, l'arquitecte neerlandès Erick Van Egeraat. Comprendrà hotels, vil·les, pisos i espais de lleure com l'illa artificial de Palm Islands a Dubai. La federació Island prendrà la forma de la federació de Rússia.

### Ciutats amfíbies als Països Baixos
L'arquitecte i urbanista de Rotterdam, Adrian Geuze, ha concebut un projecte encara més ambiciós: la creació, a una trentena de quilòmetres a l'altura de les costes de la Flandes i d'Països Baixos, de cinc illes artificials estretes. La més gran podria fer cent quilòmetres de longitud. La forma i la mida de les illes seran calculades tenint en compte factors naturals. El seu litoral evolucionarà sota la influència dels vents, dels aiguamolls i dels corrents. Les regions costaneres seran protegides de les tempestes i estabilitzaran el litoral. Sobre aquestes illes es podrà fer créixer boscos i praderies, instal·lar-hi bases de lleure i fins i tot un port industrial, perquè Rotterdam sigui alleujat. La vida es podrà desenvolupar, ja que les dunes artificials retindran les aigües de pluja que esdevindran mantells freàtics.